# Epinecrophylla haematonota
Epinecrophylla haematonota là một loài chim trong họ Thamnophilidae.